# 2,8-di-hidroxiadenina
2,8-dihidroxiadenina é um derivado da adenina que acumula na doença denominada deficiência de adenina fosforribosiltransferase.